# تشارلز ويندر
تشارلز ويندر (بالإنجليزية: Charles Winder)‏ هو ضابط أمريكي، ولد في 23 يونيو 1874 في مقاطعة تشامباين في الولايات المتحدة، وتوفي في 5 مارس 1921 في ويست بالم بيتش في الولايات المتحدة.

## وصلات خارجية
- تشارلز ويندر على موقع أوليمبيديا (الإنجليزية)